# Laxenburg (zámky)
Laxenburské zámky se nacházejí v městysi Laxenburg v okrese Mödling v rakouské spolkové zemi Dolní Rakousy.
Ve velkém zámeckém parku se nachází Altes Schloss (Starý zámek), jakož i Blauer Hof (Modrý dvůr), nový zámek, jakož i Franzensburg (vodní hrad).

## Historie

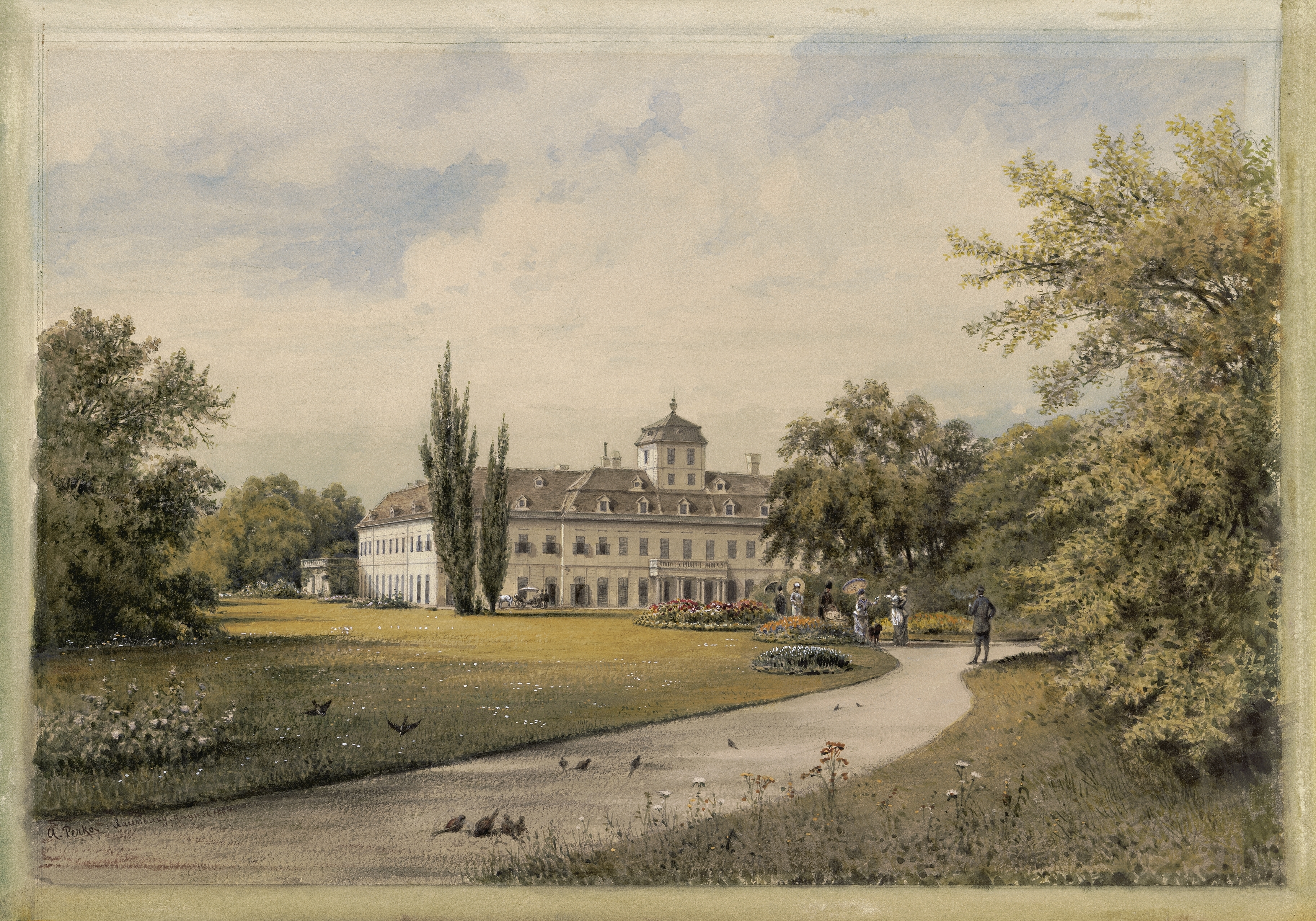
Modrý dvůr

Do konce rakousko-uherské monarchie byl Laxenburg častým místem pobytu Habsburků. Tato tradice začala již císařem Karlem VI. (1685–1740). Proto byla za Marie Terezie (1717–1780) vybudována dlouhá alej od zámku Schönbrunn do Laxenburgu v trase dnešní Schönbrunnské aleje. Mezi Jižní dráhou v Mödlingu a Laxenburgu byla výhradně pro císařskou rodinu zřízena dnes již neexistující Laxenburská dráha. Císař František Josef I. (1830–1916) a císařovna Alžběta (1837–1898) prožili v roce 1854 své líbánky právě v Laxenburgu. Také dvě z jejich tří dětí – arcivévodkyně princezna Gisela (1856–1932) a korunní princ Rudolf (1858–1889) – se narodily na zámku Laxenburg.
Rozliční šlechtici a vysocí úředníci, například příslušníci rodu Esterházyů, Daunů, Auerspergů nebo Chotků, si zde zřizovali malé zámky nebo vily, aby mohli být císaři nablízku. Tyto stavby však již dnes téměř neexistují.

### Altes Schloss

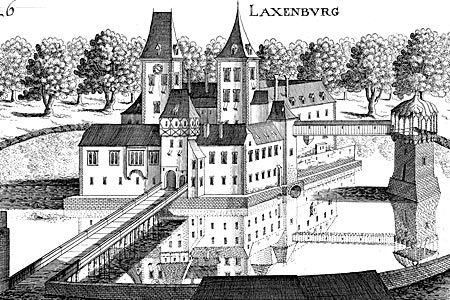
Starý zámek, Altes Schloss, s vodním příkopem na staré rytině

Zámecký park byl zbudován na území původní rozsáhlé honitby. Honitba i starý zámek byly v 13. století ve vlastnictví pánů z Lachsenburgu (Lososí hrad). Když tento rod ve 14. století vymřel, přešly majetky do rukou Habsburků. Albrecht III. (asi 1349–1395) lovecký zámeček přestavěl a rozšířil.. Zámek však později chátral, až jej za Leopolda I. (1640–1705) zrenovoval barokní stavitel Lodovico Burnacini. Za druhého tureckého obléhání Vídně (1683) byl zámek zničen, ale již v roce 1693 byl znovu obnoven a zvýšen o patro. V 18. století byl zasypán vodní příkop.
Ve věži byla zřízena kaple. Byla již zmiňována v roce 1332. Podle dopisu z kláštera byla nová kaple postavena v roce 1389. Z kostela v Leopoldsbergu byly sem přestěhovány sochy. Roku 1755 byla kaple barokizována a vybavena; zařízení sem dodávali z vídeňského salesiánského kostela svaté Anny. Až do první světové války sloužil zámek vedle nového zámku jako Jarní rezidence Habsburků.
V sedmdesátých letech byla budova včetně kaple, díky „Laxenberské společnosti“, důkladně opravena po válečných i poválečných škodách. V zámku se nachází od roku 1970 část Filmového archivu Rakouska. Kaple je dnes využívána pro koncerty, svatby a jiné slavnosti.

### Blauer Hof

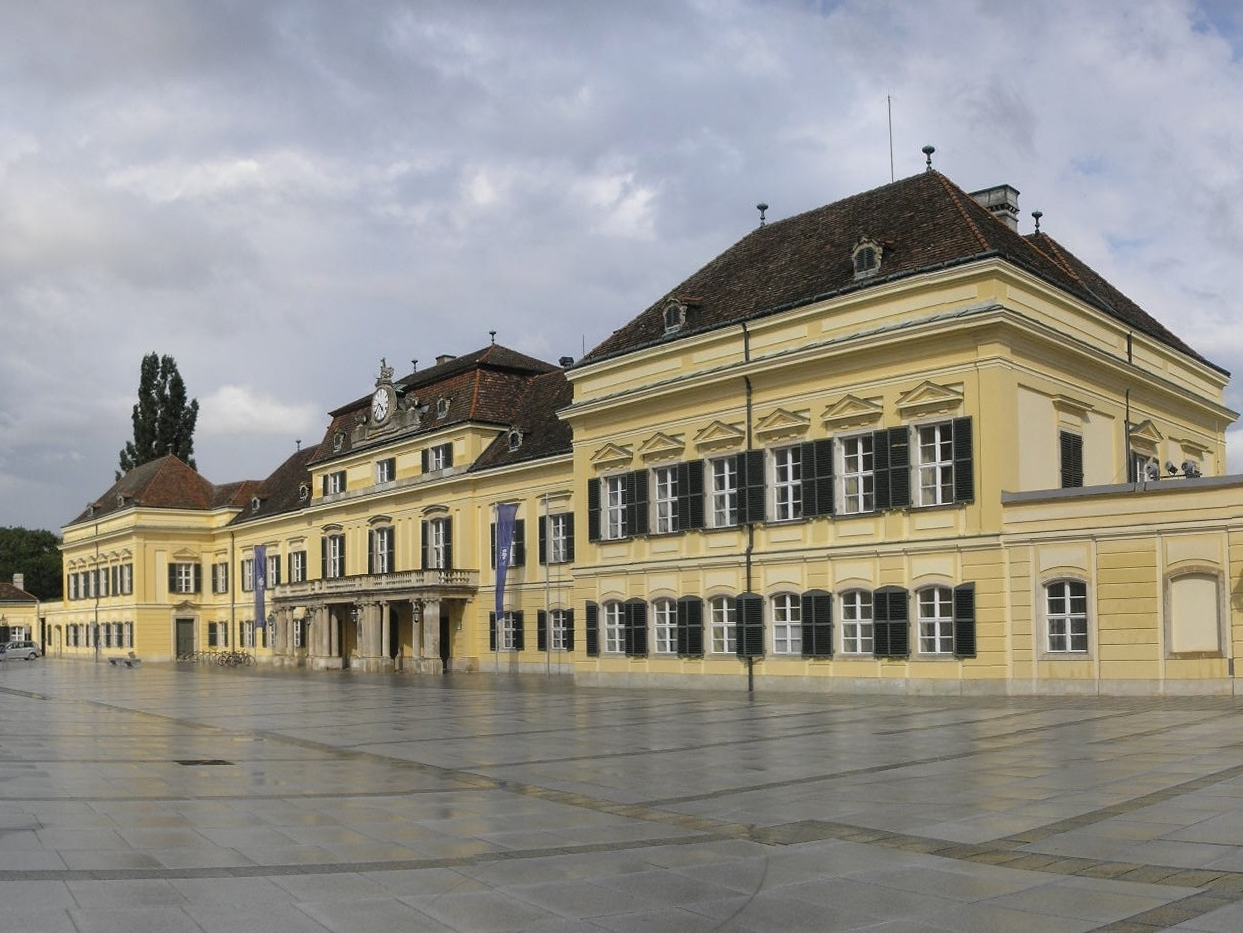
Blauer Hof

Dnešní Blauer Hof (nazývaný též Neues Schloss) je poprvé zmiňován v r. 1544 jako svobodný statek; vlastníkem byl Melchior Arguello. Dále nemovitost několikrát změnila majitele a po jednom z nich (Sebastian z Ploensteinu (Blauenstein)) dostala jméno. Významným majitelem se dále stal říšský vicekancléř Friedrich Karl z Schönbornu-Puchheimu (1674–1746), který budovu mezi lety 1710 a 1720 proměnil v palác Přestavbu provedl architekt Lukas von Hildebrandt (1668–1745). Dalším majitelem byl hrabě Adolf Metsch (1672–1740), člen rodu hrabat Daunů. Roku 1762 se majitelem stala Marie Terezie, která  nechala „Plauensteiner-Hof“ rozsáhleji přestavěl dvorním architektem Nikoló Pacassi (1716–1790). Kromě toho ještě Pacassi přistavil další křídlo pro jídelnu a zámecké divadlo. Kamenné prvky ve sloupové síni a schodišti jsou provedené z tvrdé horniny z císařského lomu.
V době poválečné „Blauer Hof“ obsadila Rudá armáda.
Dnes je křídlo domu s jídelnou a zámeckým divadlem veřejně přístupné, spravované administrativně IIASA a využívané jako konferenční centrum.

### Zámecký park

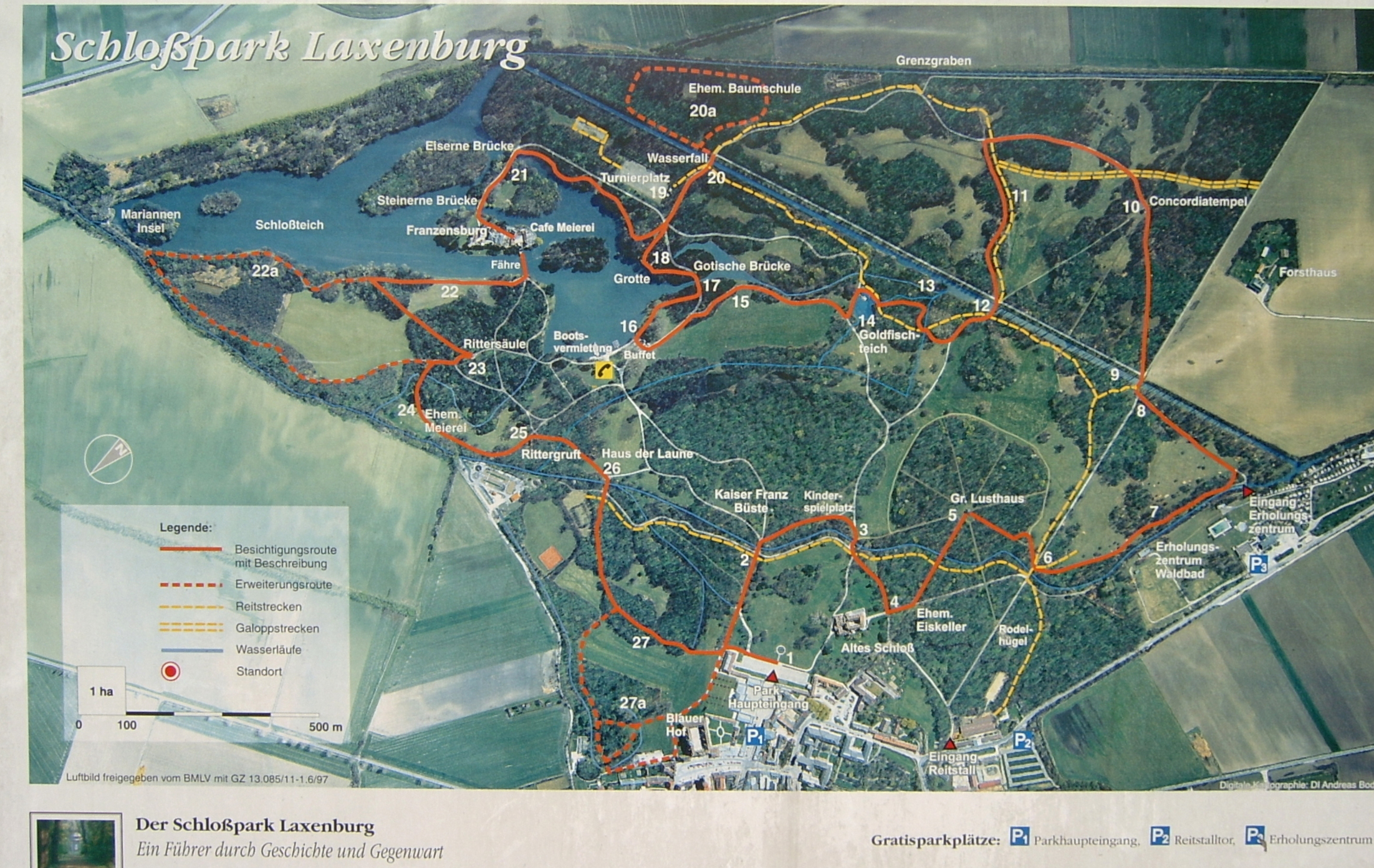
Zámecký park

Po roce byl 1780 zámecký park o velikosti asi 250 hektarů na rozdíl od zámeckého parku u Schönbrunnu, přetvořen na anglický park. Výrazný je v zámeckém parku 25 hektarů velký zámecký rybník. Uprostřed rybníka se nachází ostrov, který je pojmenován po císaři Františku II. (1768–1835) a po něm pojmenovaná stavba Franzensburg. Mimoto jsou v zámeckému rybníku ještě další zalesněné ostrůvky. Mezi četnými duby jsou také 200–300 let staré duby, které jsou chráněny památkovým úřadem.
Mimo uvedené zámky nacházejí se v parku ještě četné drobnější stavby nebo jejich pozůstatky, jako:
- Zelený altán
- Chrám Concordia
- Kolbiště pro rytířské turnaje
- Rozmarný dům, který postavil architekt Johann Ferdinand Hetzendorf von Hohenberg (1733–1816) a dnes již zůstala pouze zřícenina.
- Skalní jeskyně, kde měl stát podle zachovaného modelu hrad Habsburg, ale stavba se neuskutečnila.
- Rytířská hrobka s rytířským sloupem
- Ledárna sloužila jako sklad ledu z rybníka.

Před několika lety bylo u okraje parku rekreační středisko a kemp. Dnes park slouží jako výletní místo pro vídeňské obyvatele.

## Jiné
Nikoliv přímo v celkovém komplexu je však bezprostřední spojení s císařským zámkem „císařské nádraží“ jako hlavní stanice dřívější „Laxenburské dráhy“, které se nyní rekonstruuje do vzhledu k roku 1847 a je tu organizační centrum a restaurace.
Také palác Kouniců, později ve vlastnictví rodiny Wittgensteinů, slouží od roku 1912 milosrdným sestrám svatého kříže jako klášter a sídlo provincie pro Vídeň a Dolní Rakousy. Také mateřská škola a hlavní škola byla provozována sestrami. Obě školy jsou již zavřeny.
Část budov postavených po roce 2008 slouží pro Interpol jako antikorupční akademie. Je to první vzdělávací zařízení tohoto druhu ve světě.